# 孔圖馬薩省
孔圖馬薩省（西班牙語：Provincia de Contumazá），是秘魯的省份，位於該國北部卡哈馬卡大區，首府是孔圖馬薩，海拔高度2,674米，面積2,070平方公里，2007年人口31,369，人口密度每平方公里15.15人。